# Institut des droits de l'homme des avocats européens
L'Institut des droits de l'homme des avocats européens (IDHAE) est une organisation non gouvernementale composée de praticiens en droits de l'homme fondée en décembre 2001, à Luxembourg, consacrée à la promotion et la sauvegarde des droits de l'homme et à la défense des avocats menacés dans le monde dans leur liberté d'exercice professionnel.
Il a pour objet de coordonner les activités en droit de l'homme de plusieurs organismes et barreaux :  l’Institut des Droits de l’Homme du Barreau de Bordeaux, l’Institut de Formation en Droits de l’Homme du Barreau de Paris, l’Institut des Droits de l’Homme du Barreau de Bruxelles, l'Unione forense per la tutela dei diritti umani (Rome), la Rechtsanwaltskammer de Berlin, le barreau de Luxembourg, le barreau de Genève, le barreau d’Amsterdam , le barreau d'Athènes, Avocats Européens démocrates ainsi que l'Union Internationale des Avocats (UIA), qui représentent plusieurs dizaines de milliers d'avocats dans le monde.[réf. nécessaire]

## Histoire
L'Institut des droits de l'homme des avocats européens a été créé en 2001, à Luxembourg.
L'IDHAE a pour objet :
- l’étude des droits de l’homme et plus particulièrement de la Convention européenne des droits de l'homme et des libertés fondamentales du 4 novembre 1950 et ses protocoles ainsi que la Charte des droits fondamentaux de l'Union européenne.
- la formation des avocats en droit international des droits de l'homme en vue de la défense devant les juridictions internationales[1].
- la gestion et l'animation de l'Observatoire mondial des droits de la défense et des violations des droits des avocats dénommé : "Avocat Urgente Alerte" (en anglais : "Attorney Urgent Alert)[2].
- l'organisation de manifestations, colloques, séminaires et participation à des publications relatives aux droits de l'homme[3].

L'IDHAE, et ses institut set barreaux membres participent en outre à l'attribution annuelle du prix Ludovic-Trarieux, décerné chaque année à « un avocat sans distinction de nationalité ou de barreau, qui aura illustré par son œuvre, son activité ou ses souffrances, la défense du respect des droits de l'Homme, des droits de la défense, la suprématie du droit, la lutte contre les racismes et l'intolérance sous toutes leurs formes».
L'institut est actuellement présidé par Anton Giulio Lana, qui a remplacé Bertrand Favreau.

## Publications
L'IDHAE publie des ouvrages relatifs aux droits de l'homme parmi lesquels :
- Le procès équitable et la protection juridictionnelle du citoyen, 2001
- Quelle  justice pour l'Europe?, 2004
- La protection du droit de propriété par la Cour européenne des droits de l'homme, 2005)
- Handicap et protection du droit européen et communautaire, 2006
- L'Avocat DANS le droit européen, 2008
- La Charte des droits fondamentaux dans le Traité de Lisbonne, 2009